# Shera Danese
Pour les articles homonymes, voir Kaminski.
Shera Danese, née Sherry Lynn Kaminski le 9 octobre 1949 à Hartsdale dans l'État de New York, est une actrice américaine.

## Biographie
En 1974, Sherry Lynn Kaminski change légalement son nom en Sherry Lynn Danese, adoptant plus tard Shera comme prénom.
Sa carrière d'actrice commence en 1975, avec le rôle de Kitty dans un épisode de la série télévisée Medical Story créé par David Gerber et Abby Mann.
Elle est la seconde épouse de Peter Falk du 7 décembre 1977 jusqu'à la mort de celui-ci le 23 juin 2011. Elle est la belle-mère des deux enfants, Jackie et Catherine (détective privée), que l'acteur a adoptées avec Alyce Mayo, sa première épouse de 1960, à 1976. 
Shera Danese a été honorée lors du gala 2015 de Last Chance for Animals, une organisation destinée à la protection des animaux, ce qui témoigne de son engagement envers la cause animale.

## Columbo
Shera Danese apparaît dans six épisodes de la série Columbo.
- Deux en un (1976)
- Meurtre à la carte (1978)
- Portrait d'un assassin (1989)
- Jeux d'ombre (1991)
- Columbo change de peau (1994)
- La Griffe du crime (1997)

## Filmographie TV et cinéma
- Alpha Dog (2006)
- Checking Out (2005)
- Who's Your Daddy? (2003) = Viens voir papa !
- John Q (2002)
- Enemies of Laughter (2000)
- Unbecoming Age (1992)
- Baby Boom (1987)
- The Ladies Club (1986)
- Suzanne Pleshette Is Maggie Briggs (1984)
- Ace Crawford, Private Eye (1983)
- Agatha Christie - Meurtre au champagne (1983)
- Risky Business (1983)
- Your Place... or Mine (1983)
- Million Dollar Infield (1982)
- The Love Tapes (1980)
- Fame (1980)
- Disco Angels (1979)
- New York, New York (1977)
- The Reunion (1977)
- Having Babies (1976)

## Autres séries
- Pour l'amour du risque (1 épisode, 1979)
- Family (2 épisodes, 1978-1979)
- Drôles de dames (1 épisode, 1979)
- Starsky & Hutch (2 épisodes, 1977-1978)
- Three's Company (2 épisodes, 1976-1977)
- Baretta (1 épisode, 1977)
- Serpico (2 épisodes, 1976-1977)
- One Day at a Time (1 épisode, 1976)
- Cold Case : Affaires classées (saison 7, épisode 12, 2009-2010) : Requiem pour un privé (The Runaway Bunny)